# El Último Adiós (The Last Goodbye)
El Último Adiós là bài hát được sáng tác bởi Gian Marco và Emílio Estefan Jr. để nhớ về sự kiện 9/11. Hơn 60 nghệ sĩ đã góp giọng để quyên tiền ủng hộ và giúp đỡ gia đình các nạn nhân. Bài hát được phát hành khắp thế giới dưới dạng một CD đặc biệt. Trong 4 phút đầu của bài hát có nhiều thể loại nhạc khác nhau. Những ngôi sao quốc tế hợp tác cùng GianMarco gồm có Ricky Martin, Shakira, Christina Aguilera, Thalía, Chayanne, Alejandro Sanz, Marc Anthony, Juan Luis Guerra và Gloria Estefan.

## Những nghệ sĩ góp giọng
- Ricky Martin
- Alejandro Sanz
- Thalía
- Juan Luis Guerra y Gloria Estefan
- Celia Cruz
- Juan Luis Guerra, Gloria Estefan & Olga Tañón
- Ricardo Montaner
- Ana Gabriel
- Jorge Hernández/Los Tigres del Norte & Alicia Villareal / Grupo Limite
- Alejandro Fernández
- Carlos Vives
- Jaci Velasquez
- José Luis Rodríguez "El Puma"
- Marco Antonio Solís
- José José & Lucía Méndez
- Jennifer Lopez
- Emmanuel
- Chayanne
- Elvis CrespoGiselle y Gilberto Santa Rosa
- Paulina Rubio
- Beto Cuevas / La Ley
- Ana Bárbara
- Carlos Ponce
- Jon Secada
- Shakira
- Gian Marco
- Luis Fonsi
- Yuri & Miguel Bosé
- Wilkins, Giselle, Melina León & Ramiro / Limi
- Todos Unidos, Christina Aguilera Ad Libs
- José Feliciano & Alejandro Sanz
- José Feliciano

## Danh sách bài hát trong đĩa đơn
1. El Ultimo Adiós (Varios Artistas Version) 3:58
2. The Last Goodbye (Jon Secada Version) 3:58
3. El Ultimo Adiós (Arturo Sandoval Instrumental Version) 3:58
4. El Ultimo Adiós (Gian Marco Version) 3:58

## Bản Live
Cho đến nay, chỉ có duy nhất một lần bài hát này được hát sống là ở một buổi hòa nhạc của Gian Marco, ông biểu diễn bài hát bằng nhạc cụ mộc. Và giới thiệu ca khúc bằng câu nói:

This song...was born with a guitar. And with that guitar, I will play it to you.